# Il pleut, il pleut, bergère
Ne doit pas être confondu avec Il pleut bergère....

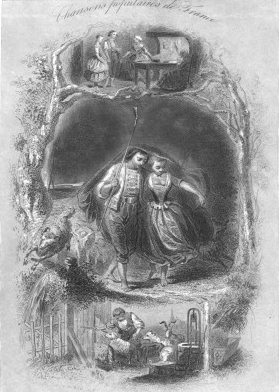
Il pleut, il pleut, bergère.
Illustration parue en 1866 dans les Chansons nationales et populaires de France de Théophile Marion Dumersan.

Il pleut, il pleut, bergère est une chanson française tirée de l'opéra-comique en un acte Laure et Pétrarque, écrit en 1780 par Fabre d'Églantine. La musique est de Louis-Victor Simon.
Il pleut, il pleut, bergère aurait été chantée au lendemain de la prise de la Bastille en juillet 1789, lors de la création de la garde nationale ; la bergère serait la reine Marie-Antoinette d'Autriche et l'orage dont il est question dès la première strophe renverrait aux troubles révolutionnaires. Son auteur l'aurait fredonnée quelques années plus tard en montant à l'échafaud.
Elle s'est d'abord fait connaître sous le titre Le Retour aux champs avant de s'imposer sous son titre actuel vers 1787. Elle est donc populaire au commencement de la Révolution française (1789). Elle est encore connue sous d'autres noms : L'Orage[réf. souhaitée], mais aussi L'Hospitalité.

## Paroles
À l'époque moderne, Il pleut, il pleut, bergère est popularisé au Québec par Ovila Légaré en 1930. Cette version omet la dernière strophe, qu'elle soit jugée trop grivoise, ou qu'il ne s'agisse que de raccourcir un chant jugé trop répétitif.

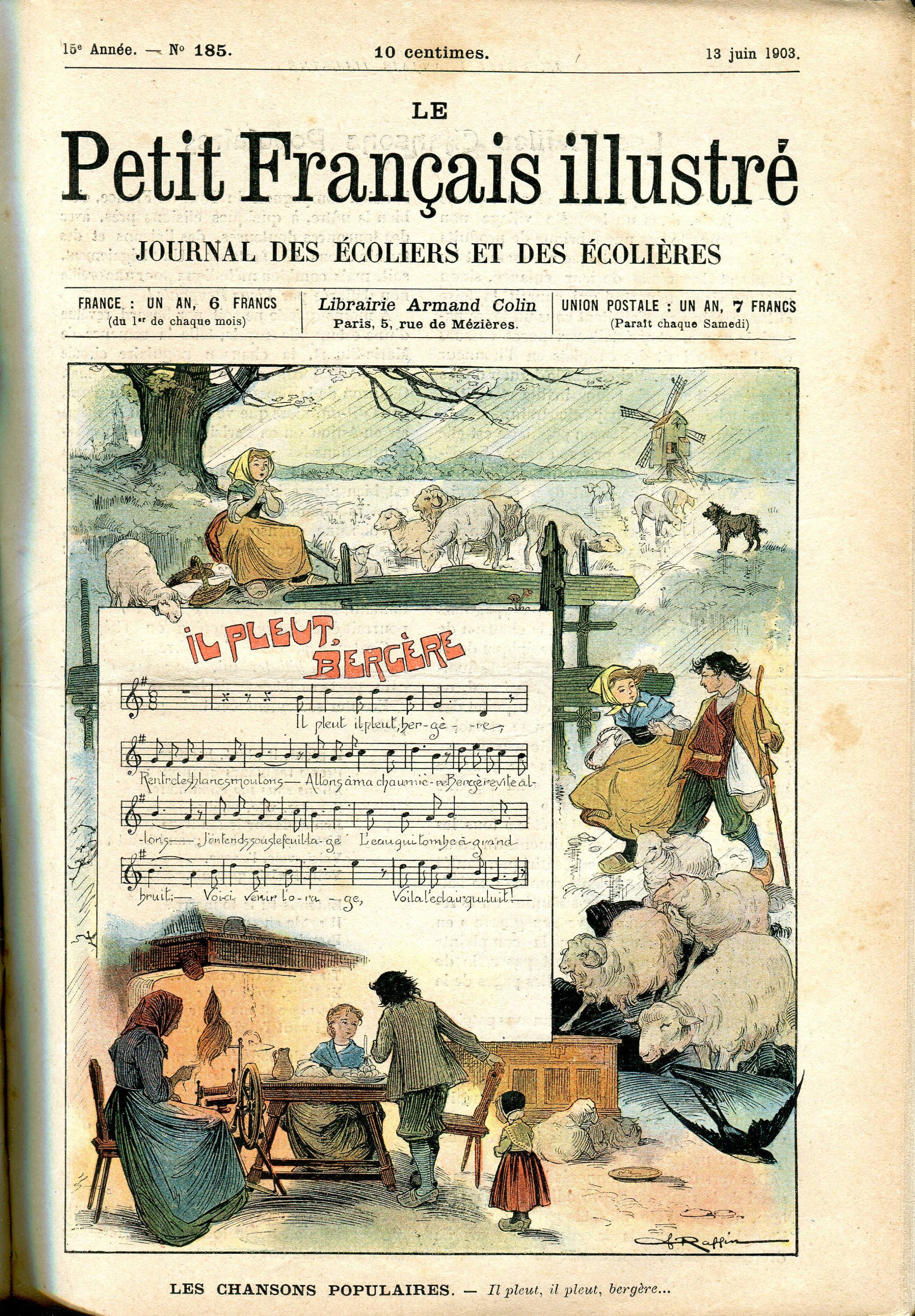
Il pleut, il pleut, bergère, illustration par Ferdinand Raffin dans Le Petit Français illustré du 13 juin 1903

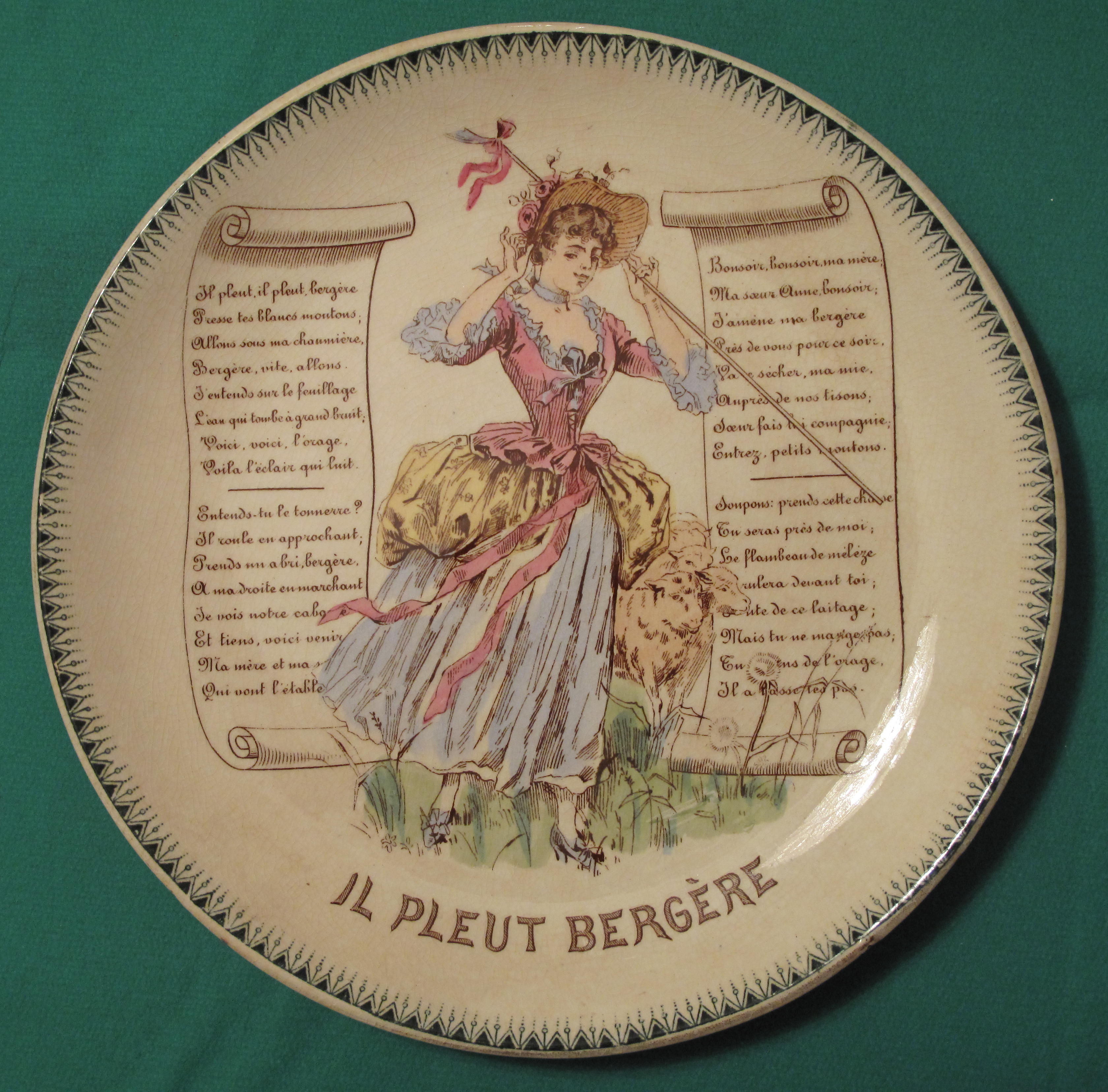
Il pleut bergère, assiette en faïence de Choisy-le-Roi (fin XIXe siècle).

Voici le texte complet, :
Il pleut, il pleut bergère

Rentre tes blancs moutons

Allons sous ma chaumière

Bergère, vite allons 

J'entends sous le feuillage

L'eau qui tombe à grand bruit.

Voici, venir l'orage, 

Voici l'éclair qui luit.

Entends-tu le tonnerre ?

Il roule en approchant.

Prends un abri bergère, 

À ma droite en marchant.

Je vois notre cabane.

Et tiens voici venir 

Ma mère et ma sœur Anne 

Qui vont l'étable ouvrir.

Bonsoir, bonsoir ma mère 

Ma sœur Anne bonsoir 

J'amène ma bergère

Près de nous pour ce soir

Va te sécher, ma mie

Auprès de nos tisons 

Sœur, fais lui compagnie

Entrez petits moutons.

Soignons bien, oh ma mère, 

Son tant joli troupeau 

Donnez plus de litière

À son petit agneau

C'est fait allons près d'elle

Eh bien donc te voilà

En corset qu'elle est belle 

Ma mère voyez la.

Soupons, prends cette chaise 

Tu seras près de moi

Ce flambeau de mélèze

Brûlera devant toi 

Goûte de ce laitage

Mais tu ne manges pas ?

Tu te sens de l'orage,

Il a lassé tes pas.

Eh bien voilà ta couche,

Dors-y bien jusqu'au jour,

Laisse moi sur ta bouche

Prendre un baiser d'amour 

Ne rougis pas bergère,

Ma mère et moi demain, 

Nous irons chez ton père

Lui demander ta main.

## Citations
- Dans le final de l'acte I de son Barbe-Bleue (1866), Jacques Offenbach cite les premières notes de la chanson Il pleut, il pleut, bergère alors que Barbe-Bleue désigne la bergère Boulotte comme sa prochaine épouse.
- Edmond Rostand introduit cette chanson à la fin de son drame L'Aiglon (1900). On peut l'entendre en situation dans l'opéra qu'Arthur Honegger et Jacques Ibert ont tiré de cette pièce de théâtre en 1937[5].

## Interprètes
- 1930 : Ovila Légaré
- 1958 : Les Quatre Barbus
- 1976 : Mady Mesplé
- 1976 : Radiah Frye
- 1977 : Nino Ferrer
- 1983 : Dorothée, 45T Le Jardin des Chansons volume 6
- 1988 : Catherine Ribeiro
- 1989 : Marc Ogeret, album Chante la Révolution sous le titre L'Orage
- 1996 : Serge Kerval

## Reprise du titre dans la fiction
- Il pleut bergère, roman de Simenon.